# Masło orzechowe

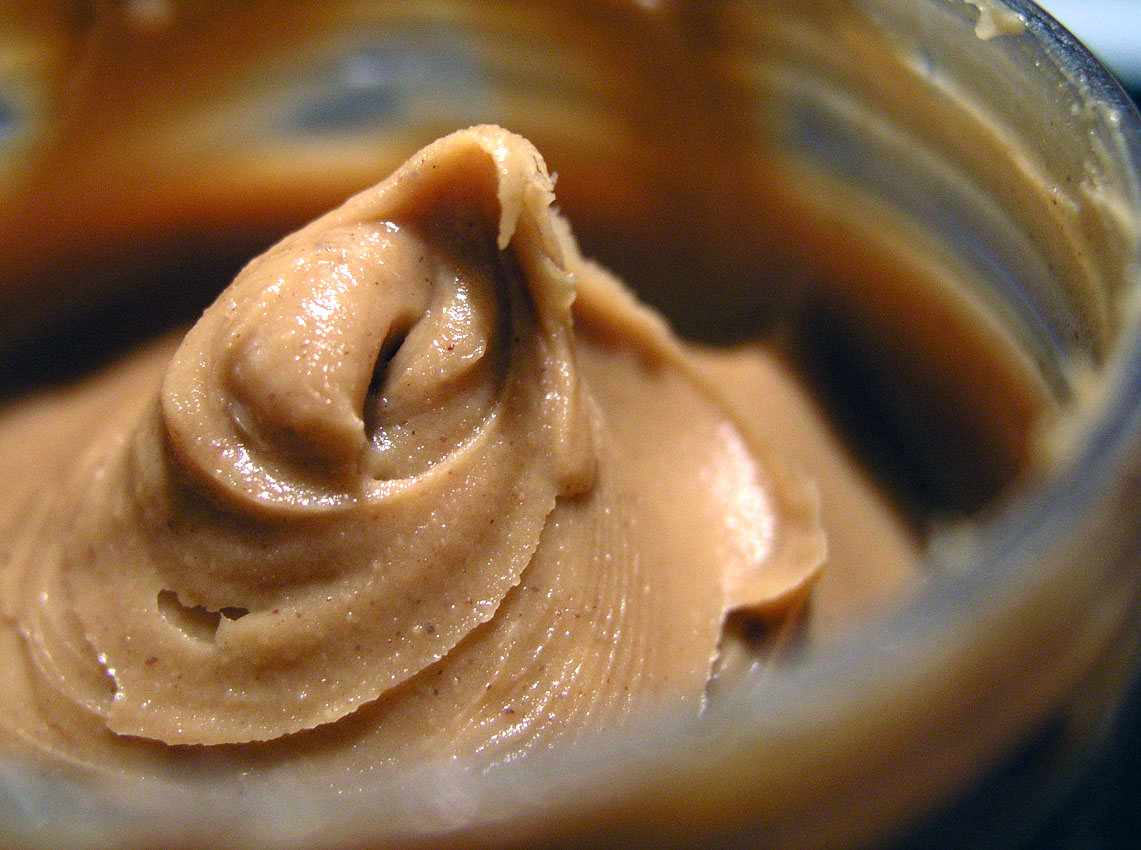
Masło orzechowe

Masło orzechowe – wyrób spożywczy wytwarzany z nasion orzachy podziemnej (tzw. orzeszków ziemnych), popularny w kuchni amerykańskiej i holenderskiej. Produkt ten znajduje zastosowanie jako smarowidło do kanapek oraz składnik domowych wypieków (np. ciasteczek).
Wynalazł je w XIX wieku amerykański lekarz John Harvey Kellogg. Obecnie w handlu rozróżnia się dwa rodzaje masła orzechowego: chrupkie (z kawałkami orzechów) i kremowe. Typowe masło orzechowe należy przechowywać w temperaturze pokojowej.
Decyzją Trybunału Sprawiedliwości Unii Europejskiej z 14 czerwca 2017 stosowanie nazw sugerujących produkt mleczny w nazewnictwie wyrobów roślinnych (a więc m.in. nazwy „masło orzechowe”) jest niezgodne z prawem. Jedynie ci producenci, których towar istnieje na rynku minimum 30 lat, mogą używać starych nazw. Żaden z polskich wytwórców masła orzechowego nie funkcjonuje na rynku tak długo. Obecnie stosowaną w polskim handlu nazwą jest zazwyczaj pasta orzechowa.
W Stanach Zjednoczonych ponad 60% wyprodukowanych orzechów ziemnych jest przeznaczanych na produkcję masła orzechowego.
W języku angielskim istnieje określenie na zjawisko lęku (fobii) przed przyklejeniem się masła orzechowego do podniebienia: arachibutyrophobia.

## Skład i wartości odżywcze
Według polskich podręczników, standardowe masło orzechowe składa się w 90% z orzechów, w 6% z cukru w formie dekstrozy (nie zawiera cukru buraczanego ani trzcinowego), z olejów roślinnych (np. palmowego, rzepakowego, bawełnianego) i soli. Zawartość soli w gotowym produkcie wynosi maksymalnie 1,5%. W Stanach Zjednoczonych, zgodnie z przepisami federalnymi (21 CFR 164.150), 90% zawartość orzechów w maśle orzechowym jest wartością minimalną.
Zastosowanie uwodornionych olejów roślinnych przedłuża trwałość gotowego produktu. Zapobiega także rozwarstwianiu się masła – masło wyprodukowane bez tego dodatku wymaga zamieszania przed spożyciem, ponieważ na jego powierzchni wytrąca się olej z orzechów.
W handlu dostępne jest tzw. naturalne masło orzechowe, wytworzone bez dodatku tłuszczów uwodornionych i innych sztucznych dodatków.
Poniżej, o ile nie zaznaczono inaczej, podano wartości odżywcze dla masła orzechowego wyprodukowanego w 90% z orzechów, w 6% z dekstrozy, oraz z olejów roślinnych i soli:
- Białka. Masło orzechowe jest bogate w białka (26–30%), stąd zaliczane jest do produktów białkowych[3]. Możliwości wykorzystywania tych białek przez ludzki organizm są podobne do wykorzystania białek fasoli[3].
- Tłuszcze. Jest to produkt wysokoenergetyczny, co wynika z wysokiej zawartości tłuszczu (46–50%)[3]. Tłuszcz ten jest bogaty w kwas oleinowy (45–50%), zawiera także pewną ilość niezbędnych nienasyconych kwasów tłuszczowych[3]. Dodane oleje roślinne są zazwyczaj częściowo lub całkowicie uwodornione (utwardzone). Częściowo uwodornione oleje zawierają pewne ilości szkodliwych tłuszczów trans[9][8]. Według badań USDA z 2001 roku, w przypadku standardowego masła orzechowego, zawierającego niewielkie ilości uwodornionych olejów roślinnych (1–2%), zawartość tłuszczów trans jest zaniedbywalna, tzn. poniżej 0,01%[10]. Według USDA National Nutrient Database for Standard Reference, typowe masło orzechowe zawiera 0,075% tłuszczów trans[11].
- Błonnik. Zawiera znaczne[3] ilości włókna pokarmowego.
- Witaminy. Zawiera stosunkowo duże ilości witaminy E, niacyny oraz witamin z grupy B: tiaminy (wit. B1), ryboflawiny (wit. B2) i witaminy B6[3].
- Makro- i mikroelementy. Zawartość składników mineralnych w maśle orzechowym jest podobna do ich zawartości w surowych orzechach arachidowych – z wyjątkiem żelaza, którego w gotowym produkcie jest mniej[3]. Masło orzechowe jest źródłem: wapnia, fosforu, potasu, magnezu, sodu, żelaza, miedzi, cynku, chromu i manganu[3]. Według USDA National Nutrient Database for Standard Reference, w 100 g typowego, niesolonego masła orzechowego znajduje się 17 mg sodu, a w maśle solonym 426 mg sodu[11] (co odpowiada ok. 1,1% soli w maśle solonym).

## Etapy produkcji (metoda wsadowa)
Większość dużych wytwórców masła orzechowego stosuje metodę ciągłą. Poniższy opis dotyczy metody wsadowej.
Pozbawione skorupek orzechy ziemne praży się w piecu rozgrzanym do temp. ok. 430 °C. Podgrzewane są w nim do temperatury ok. 160 °C, w której utrzymywane są przez 40–60 minut. Następnie są szybko studzone (do temp. 30 °C), co chroni je przed nadmierną utratą oleju. Po usunięciu ciał obcych, następuje usuwanie łupinek oraz, opcjonalnie, serc będących gorzką częścią każdego orzeszka. Usunięcie serc jest możliwe, gdy wybierze się metodę blanszowania w prądzie gorącego powietrza (przez 25 min w ok. 138 °C). Blanszowanie gorącą wodą zachowuje serca i wymaga suszenia ciepłym powietrzem (ok. 6 godzin w ok. 49 °C). Następnie orzechy są przebierane i mielone pod odpowiednim ciśnieniem na pastę. Podczas mielenia dodaje się pozostałe składniki: sól, roztwór dekstrozy oraz uwodorniony olej roślinny. Gotowa masa, schłodzona do temperatury 49–77 °C (lub mniejszej), pakowana jest metodą próżniową. Jako opakowania stosowane są słoiki szklane albo słoiki lub kubki wykonane z tworzyw sztucznych. Po zapakowaniu masło orzechowe odpoczywa aż się w pełni skrystalizuje.